# Ligurra aheneola
Ligurra aheneola är en spindelart som först beskrevs av Simon 1885.  Ligurra aheneola ingår i släktet Ligurra och familjen hoppspindlar. Inga underarter finns listade i Catalogue of Life.